# Вилхелм фон Малберг
Вилхелм фон Малберг (на немски: Wilhelm von Malberg, Herr zu Malberg & Audun; † 1404) е благородник от род Райфершайд-Малберг, господар на Малберг в Айфел, на Одун и от 1365 г. на замъка и господството Оурен, днес в Белгия.
Той е син на рицар Хайнрих фон Малберг († сл. 1363), бург-господар в Кьолн, и първата му съпруга Ерменгарда фон Мандершайд († пр. 10 август 1349), вдовица (или разведена) на Йохан фон Холенфелс, съдия на Люксембург († сл. 1348), дъщеря на рицар Вилхелм III фон Мандершайд († 1313) и Алайд фон Долендорф († 1299). Внук е на Фридрих фон Малберг († 1340) и Лиза фон Дорсвайлер († сл. 1340). Правнук е на Йохан фон Райфершайд цу Малберг, господар на Фалкенщайн († 1302) и Катерина д' Одун († сл. 1305). Потомък е на Фридрих II фон Райфершайд († 1281), господар на Малберг и Бедбург, основател на линията господари фон „Малберг-Райфершайд“, и Анна фон Малберг († 1274). Баща му Хайнрих фон Малберг се жени втори път пр. 10 или 16 август 1349 г. за Лиза фон Шьонекен († сл. 1367). Брат е на Йохан фон Малберг († 1387), канон в Кьолн (1349), абат в Люксембург (1355), абат на Орвал (1378 – 1383).
През 1365 г. Вилхелм фон Малберг, чрез женитбата му 1363 г. с Елизабет фон Оурен, получава замъка и господството Оурен, които остават до 1517 г. собствеост само на фамилията Малберг.

## Фамилия
Вилхелм фон Малберг се жени 1363 г. за Елизабет фон Оурен († сл. 1387), дъщеря на Куно фон Оурен († 1361) и Йохана фон Майзембург († сл. 1361). Te имат 5 сина и три дъщери:
- Йохан († сл. 1408/сл. 1416), господар на Малберг и Одун, женен I. пр. 10 декември 1393 г. за Маргерита фон Даун († сл. 1394) или Маргерита д'Етал, II. за Мари де Марленкорт († сл. 1423) и има с нея три сина и три дъщери
- Вилхелм († сл. 1383), (каноник в Трир 1388), женен за Елизабет фон Зевенборн
- Герхард († сл. 1408), каноник в Трир, катедрален приор в Трир (1395 – 1408)
- Хайнрих († сл. 1399), каноник в Трир, домхер в Трир (1397)
- Гилес († сл. 1383), каноник в Трир, катедрален приор в Трир (1380 – 1383)
- Ирмезинда, омъжена 1386 г. за Йохан фон Болхен, господар на Цолвер и Узелдинген († 20 януари 1425)
- Елизабет († сл. 1394), монахиня в Кьолн, канонеса в „Св. Цецелия“ в Кьолн (1392 – 1394)
- Агнес († сл. 1392), монахиня в Кьолн, канонеса в „Св. Цецелия“ в Кьолн (1392)

Вилхелм фон Малберг се жени втори път за Гертруд фон Енгелсдорф.

## Галерия
- Горният и Долният замък Малберг, 1635
- Дворец Малберг (2012)
- Дворец Малберг
- Дворец Оурен, 1777